# Bacotoma illatalis
Bacotoma illatalis is een vlinder uit de familie van de grasmotten (Crambidae), uit de onderfamilie van de Spilomelinae. De wetenschappelijke naam van deze soort is voor het eerst voorgesteld als Botys illatalis door Francis Walker in een publicatie uit 1866.

## Verspreiding
De soort komt voor in Indonesië (Molukken, Sulawesi, Soela-archipel), Papoea-Nieuw-Guinea en Australië. Mogelijk komt de soort ook in Thailand voor.

## Waardplanten
De rups leeft op (onder andere) Celtis philippensis (Cannabaceae) en Strychnos minor (Loganiaceae).